# NGC 7401
NGC 7401 је спирална галаксија у сазвежђу Рибе која се налази на NGC листи објеката дубоког неба.
Деклинација објекта је + 1° 8' 33" а ректасцензија 22h 52m 58,5s. Привидна величина (магнитуда) објекта NGC 7401 износи 14,9 а фотографска магнитуда 15,8.